# Firmicuts
Els firmicuts (Firmicutes) són un grup de bacteris, la majoria dels quals tenen una paret cel·lular, el que els dona qualitat de grampositius. Alguns firmicuts (els mol·licuts, entre els quals hi ha elsmicoplasmes), manquen de paret cel·lular. Això fa que no es puguin acolorir amb la tinció de Gram i a més també manquen d'una segona membrana trobada en la majoria de bacteris gramnegatius. D'altres però, com Megasphaera, Pectinatus, Selenomonas i Zymophilus tenen una pseudomembrana exterior porosa que els fa gramnegatius.
El terme 'firmicuts' va ser creat originalment per a incloure tots els bacteris grampositius, però després va restringir-se a un grup base de formes relacionades, anomenat grup de contingut GC baix, en contraposició als actinobacteris que tenen un contingut GC alt. Els bacteris del grup dels firmicuts tenen forma de ram o de bastó, per això porten les denominacions -cocs o bacil en la seva nomenclatura.
Molts dels firmicuts produeixen endòspores, que els fa resistents a la dessecació i poden sobreviure en circumstàncies extremes. Es poden trobar en diversos hàbitats i tenen alguns agents patògens molt notables. Una de les famílies de firmicuts, els heliobacteris, obté la seva energia a través de la fotosíntesi.
Els firmicuts tenen un paper important en la producció de cervesa, vi i sidra. L'investigador nord-americà Jeffrey Gordon van fer la troballa que en els éssers humans obesos i en els ratolins tenen un percentatge més baix de bacteris de la família Bacteroidetes i en major quantitat bacteris de la família firmicuts.

## Classificació
El grup es divideix típicament en tres classes: Bacils, Anaerobis facultatius, Clostridia, organismes Anaerobis i mol·licuts. En els arbres filogenètics, els dos primers grups semblen ser parafilètics, de manera que és possible que en un futur proper aquests grups de famílies pateixin una reestructuració. En l'actualitat es reconeixen més de 272 gèneres de la branca Firmicuts, essent els més importants:
Bacil, ordre Bacillales
- Bacils
- Listeria
- Staphylococcus

Bacil, ordre Lactobacils
- Enterococcus
- Lactobacils
- Lactococcus
- Leuconostoc
- Pediococcus
- Streptococcus

Clostridia
- Acetobacterium
- Clostridium
- Eubacterium
- Heliobacteria
- Heliospirillum
- Pectinatus
- Sporomusa

Mol·licut
- Mycoplasma
- Spiroplasma
- Ureaplasma
- Erysipelothrix

## Galeria

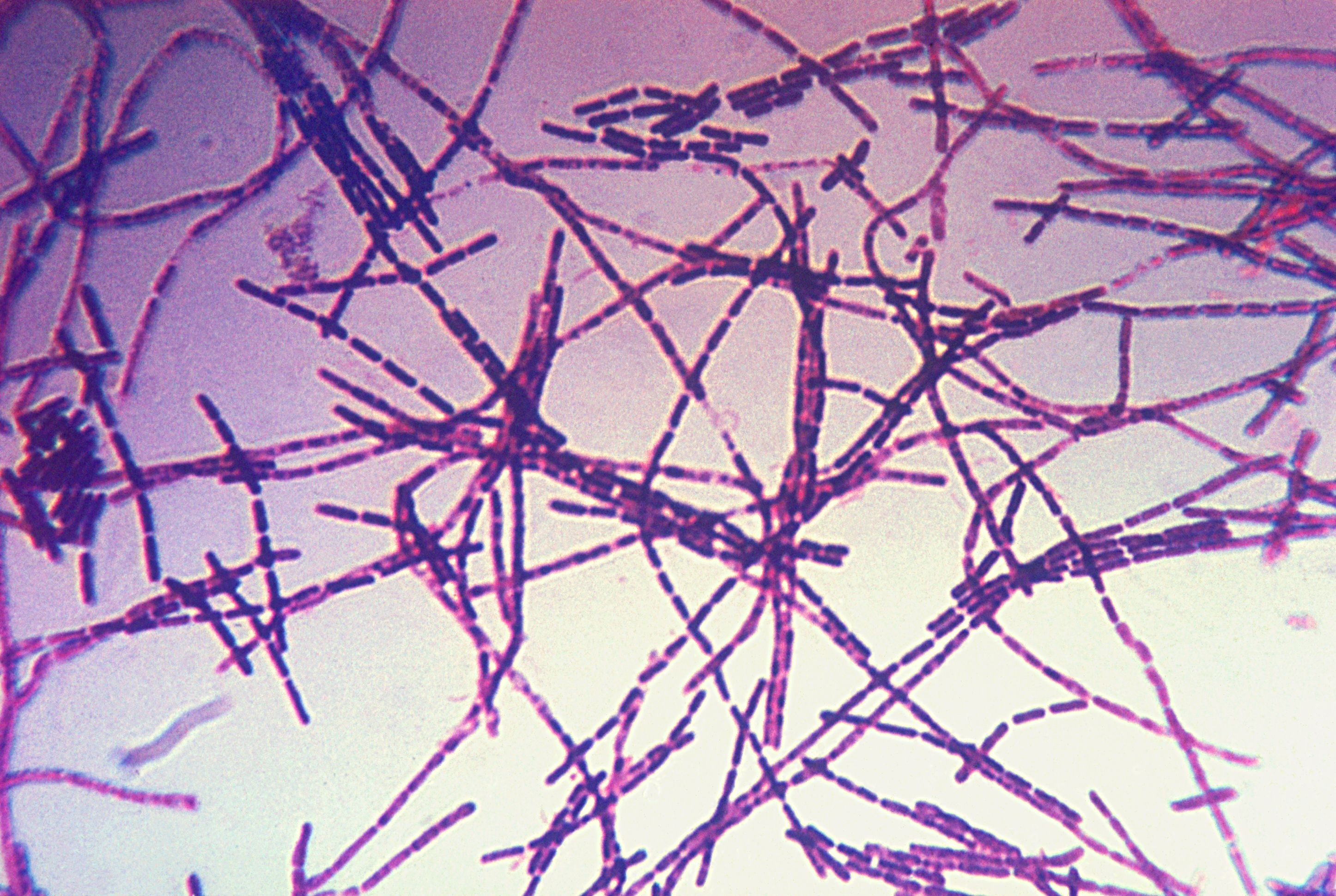
Bacillus anthracis
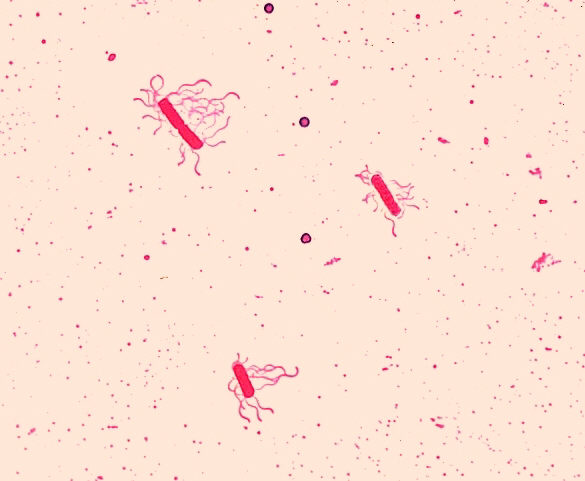
Bacillus cereus
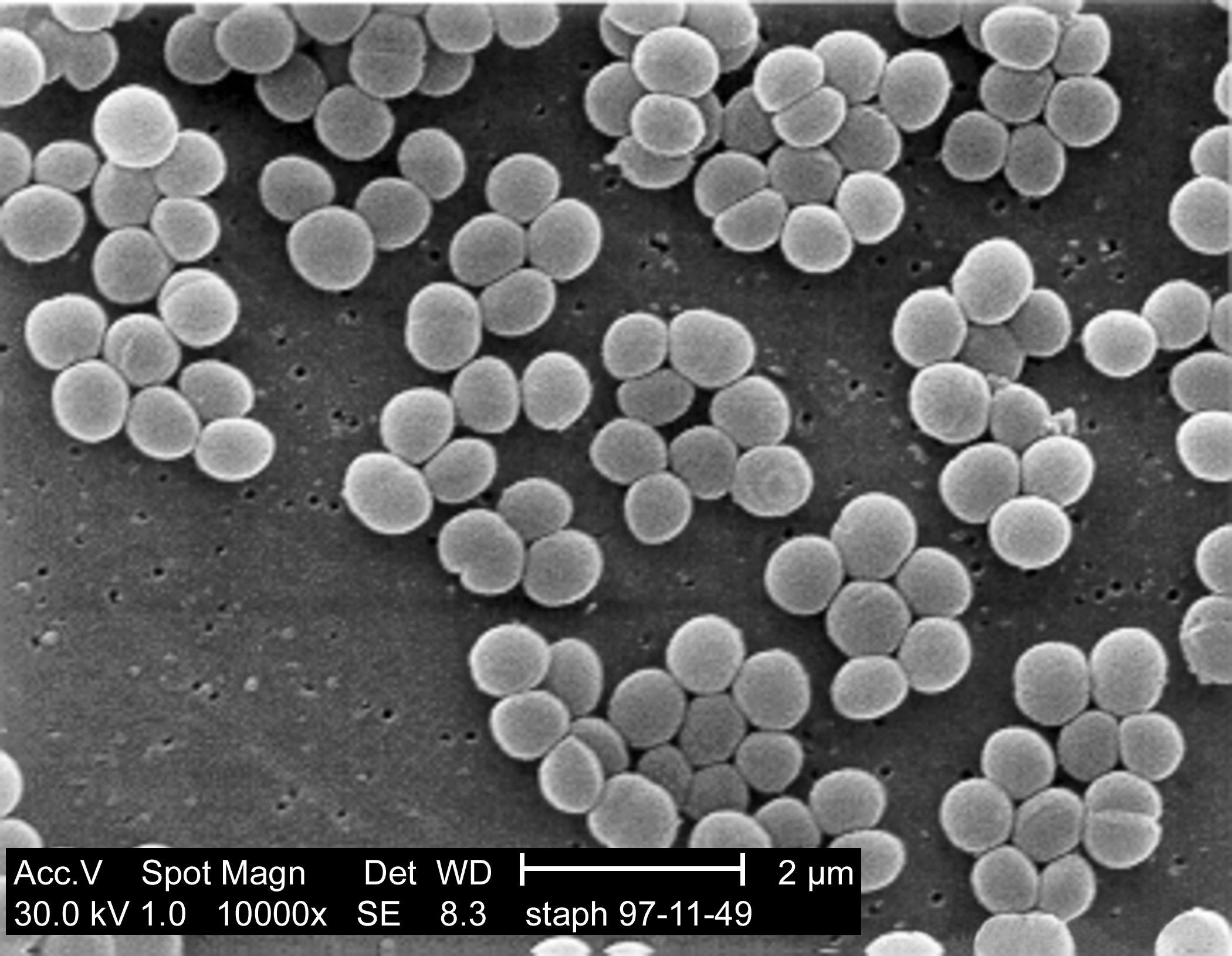
Staphylococcus aureus
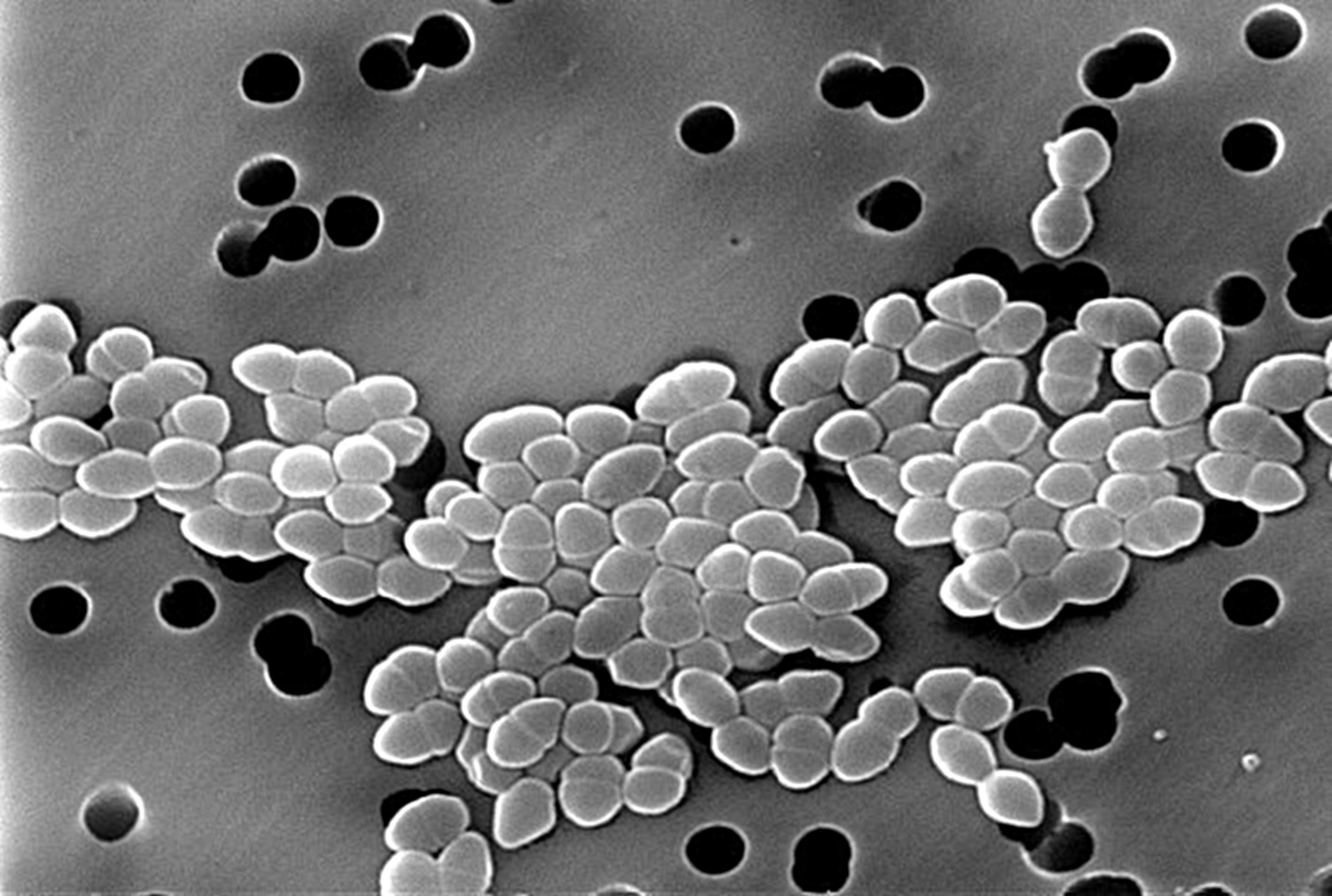
Enterococcus
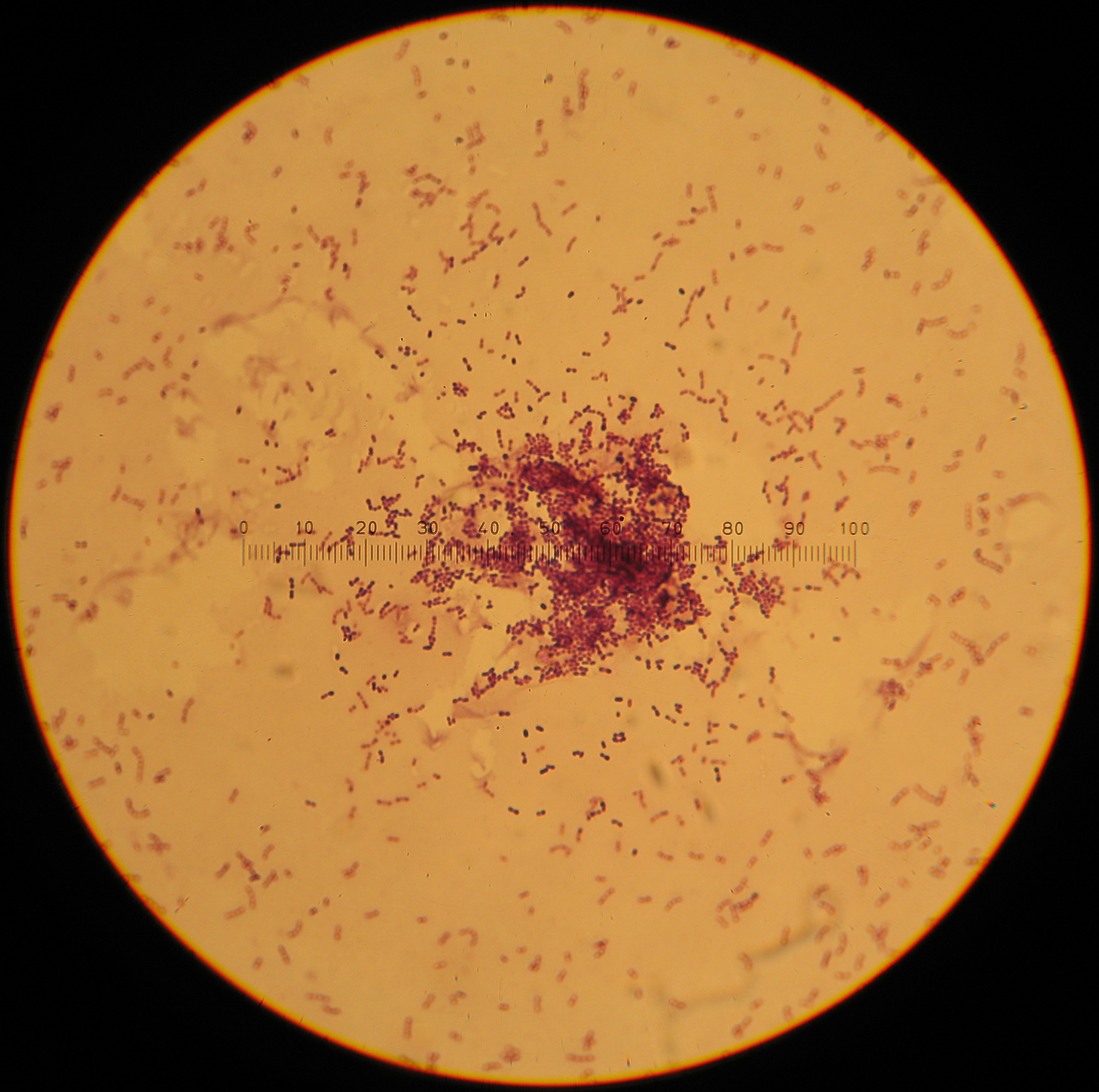
Streptococcus lactis
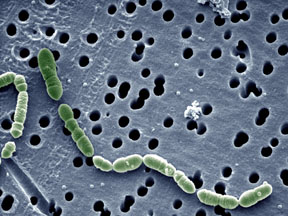
Oenococcus oeni
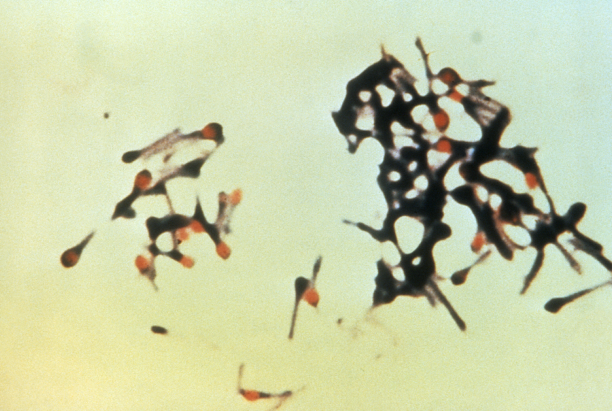
Clostridium tetani
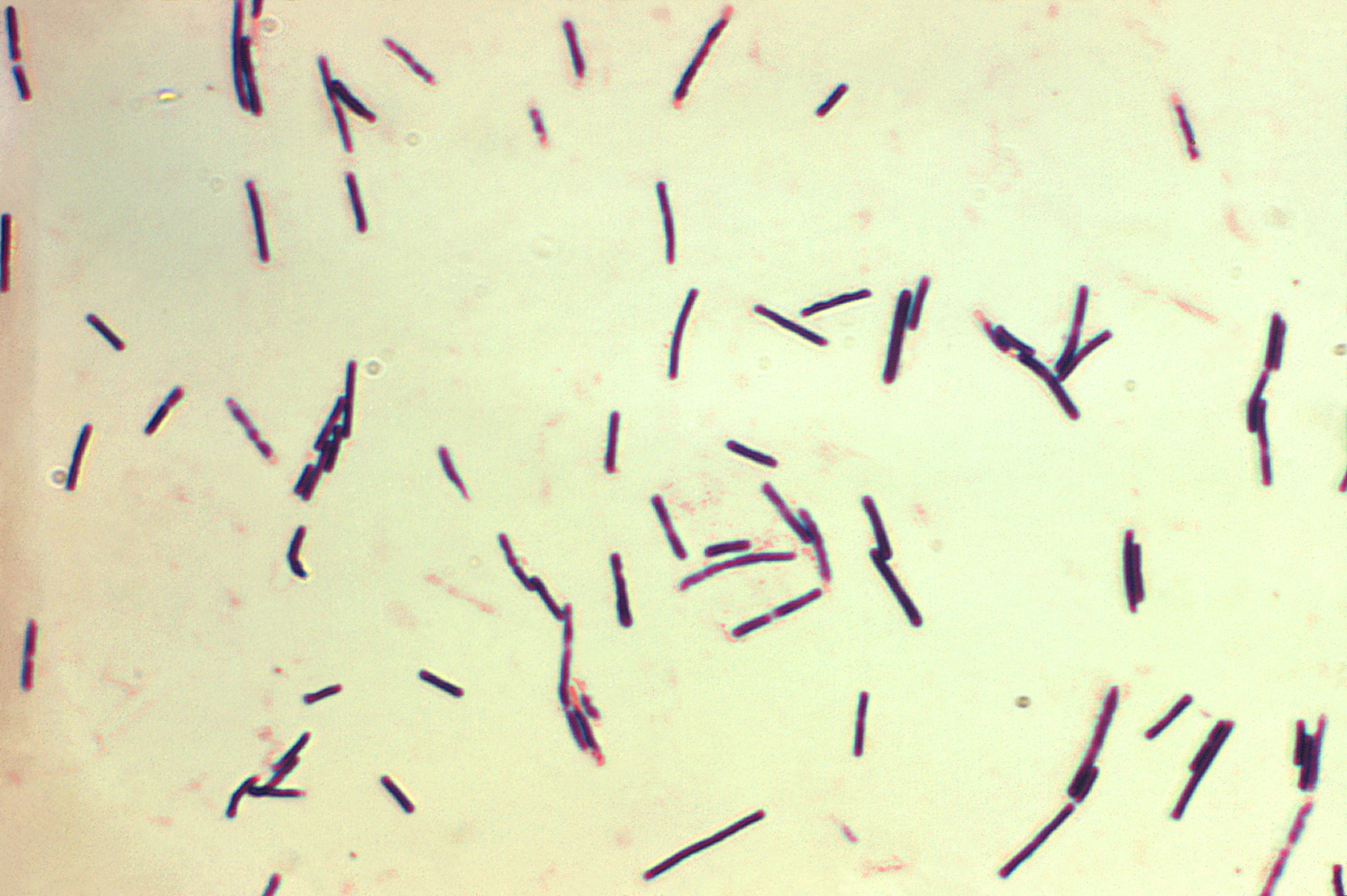
Clostridium perfringens